# Monge
La Monge (A 601) è, secondo la terminologia francese, una "nave per prove e misurazioni" (in francese: Bâtiment d'Essais et de Mesures, BEM); è classificata tra le navi per la raccolta d'informazioni e più particolarmente come Missile Range Instrumentation Ship o tracking ship e l'hull classification symbol è AGM.

La Monge è in servizio nella Marine nationale dal 5 novembre 1992, è la sola nave di questo tipo in servizio nella marina francese e una delle rare al mondo, solo le marine statunitense, russa e cinese hanno delle navi equivalenti. La Monge, che prende il nome da matematico francese Gaspard Monge (1746-1818), sostituisce la BEM Henri Poincaré, che era in servizio dal 1968. Costruita nei Chantiers de l'Atlantique a Saint-Nazaire, essa ha un equipaggio misto costituito da personale della Marine nationale e della DGA (DGA Essais de missiles), il suo numero di scafo è A601.
La sua missione principale consiste a posizionarsi in alto mare per osservare con i suoi sensori i test in volo dei missili lanciati dal centro DGA Essais de missiles di Biscarrosse (ex Centre d'essais des Landes), in particolare i missili balistici sublanciati M45 e M51, ma anche i missili nucleari ASMP (e successivamente ASMP-A) e alcuni altri lanci di missili a lunga gittata. È anche utilizzata per la sorveglianza dello spazio (satelliti, relitti, ISS, etc.) a profitto del CNES e di altri organismi militari, e partecipa, occasionalmente, a delle missioni per l'Agenzia Spaziale Europea (lanci dei vettori Ariane).

## Missioni

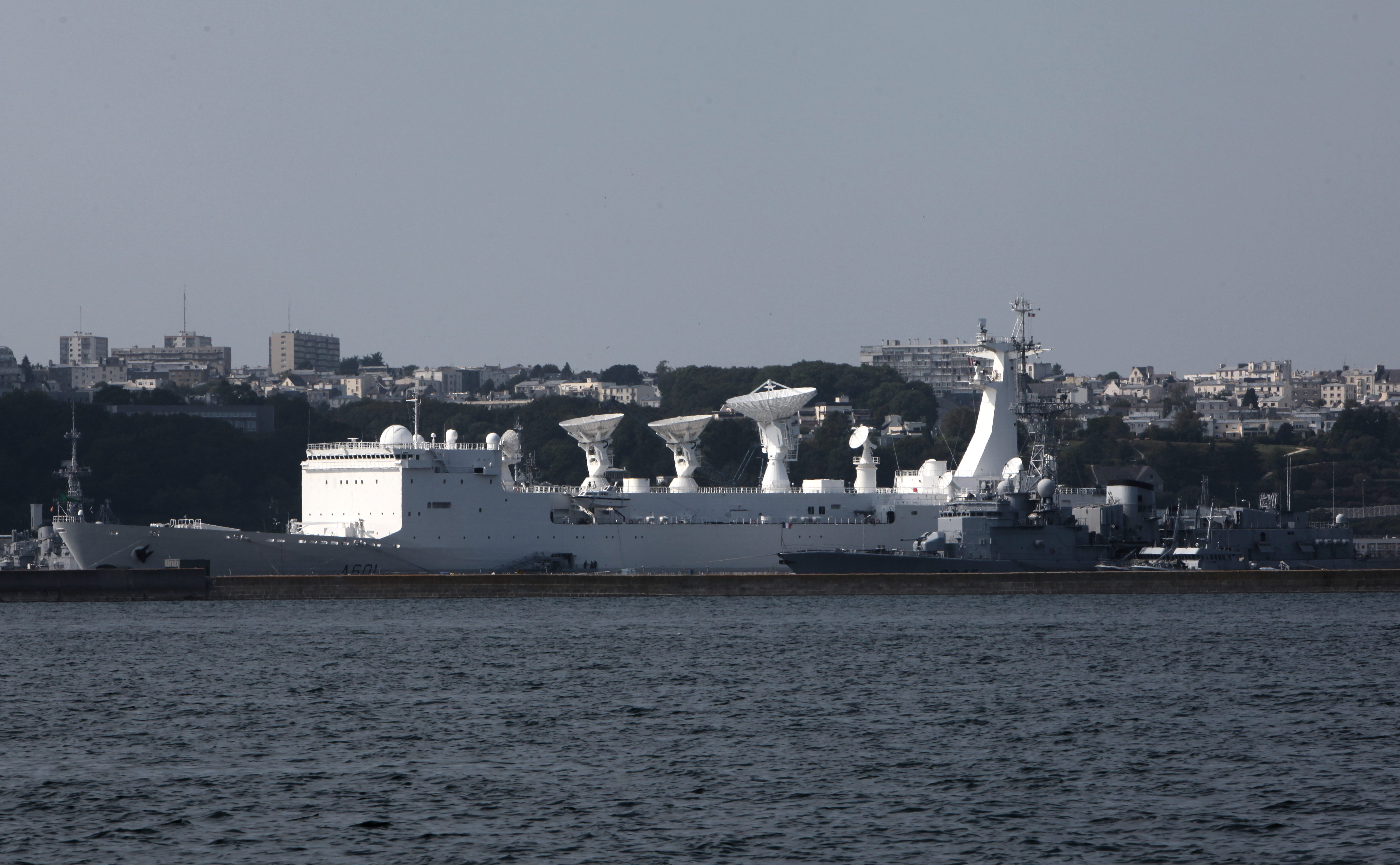
La Monge al porto di Brest

Basata a Brest, le sue missioni tecniche principali sono: la traiettografia e l'osservazione radar e ottica dei missili balistici o tattici, la ricerca dei satelliti e, più raramente, l'utilizzo o la ricerca di obiettivi aerei per l'addestramento delle forze aeree. Il suo sistema di misurazioni, articolato attorno a dei radar di ricerca specifici ad altissime performance (capaci di traiettografia e d'analisi radar) così come un insieme di potenti calcolatori in tempo reale, comprende anche un sistema completo di ricezione e trattamento delle telemisure ad alta velocità, un modulo di analisi meteorologica (palloni, LIDAR e razzi sonda), un sistema di ricerca optometrico elettronico e degli equipaggiamenti di comunicazioni via satellite. Essa possiede una mini ospedale dotato anche di una sala d'operazione, di rianimazione, di un sistema di radioscopia completo per le lunghe campagne di test in mare. La Monge può anche imbarcare due elicotteri pesanti.
Per la sua missione principale, che riguarda «l'osservazione dei test in volo dei missili balistici o tattici», la Monge apporta un aiuto essenziale alla Direction technique della Direction générale de l'Armement (DGA), e più particolarmente al centro DGA Essais de missiles di Biscarrosse, che assicura la supervisione dei test e a quale la nave è operativamente collegata per i test.
In pratica:
- i lanci di prova dei missili balistici SLBM sono effettuati:
  - o da un sottomarino in immersione al largo di Quimper;
  - o dalla terraferma dal sito di Biscarrosse della DGA Essais de missiles (in precedenza CEL, Centre d'essais des Landes).
- prima di ogni lancio, la Monge si posiziona in prossimità del luogo dove ricadranno le testate dopo 15/20 minuti di volo;
- per via della rotondità della Terra, la Monge sarà la sola ad osservare l'ultimo terzo della traiettoria fino all'impatto del missile con la superficie marina;
- due direzioni di lancio sono utilizzate dal golfo di Biscaglia: una verso ovest, al largo degli Stati Uniti; l'altra verso sud-ovest in direzione della Guyana francese e del Brasile situate a più di 6000 km (in questo caso, il missile è lanciato da un sottomarino posizionato a sud della punta della Bretagna).

Un'altra missione di questa nave è la partecipazione alla rete nazionale di sorveglianza dello spazio. In particolare, la Monge lavora in collegamento col CNES quando un detrito spaziale minaccia di scontrarsi con un satellite di "interesse nazionale". I suoi radar gli permettono di misurare precisamente le traiettorie degli oggetti in orbita attorno alla Terra. Nel settembre 2011 un satellite della NASA è rientrato nell'atmosfera: dato che a causa della sua dimensione c'era il rischio che dei detriti arrivassero al suolo, la Monge ha partecipato al suo tracciamento dal porto di Brest, permettendo al CNES e alla NASA di predire con più precisione la zona di impatto.

## Equipaggiamento

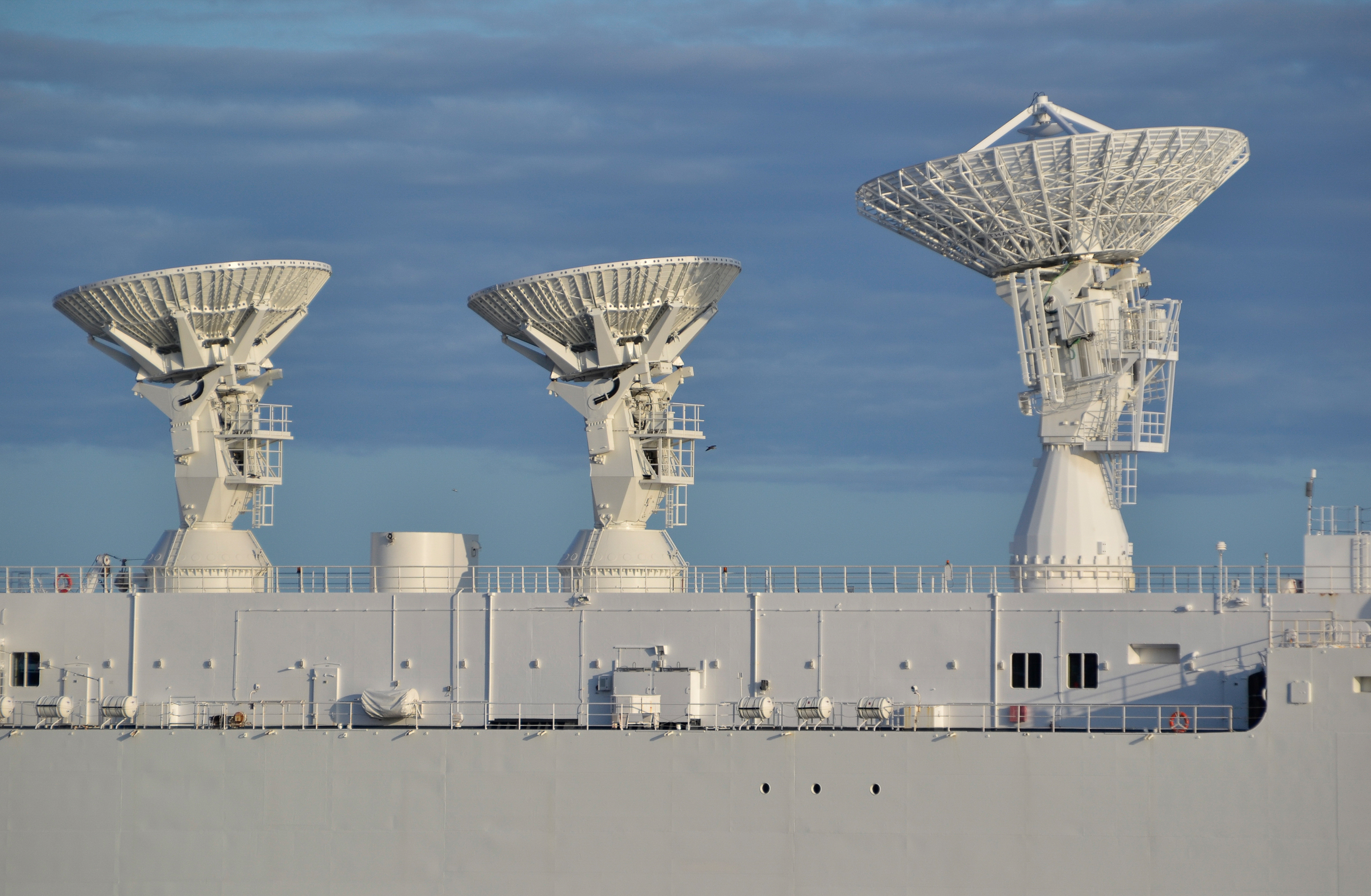
Apparecchiatura der monge

Sensori di ricerca e osservazione dei missili:
- 2 radar Armor di traiettografia e analisi in banda C
- 1 radar Normandie di traiettografia e analisi in banda L
- 6 antenne Antares di ricezione delle telemisure in banda I
- 1 torretta di monitoraggio optronico (sensori in visibile e infrarosso)
- 1 Lidar e capacità di lancio di razzi sonda (per sondaggi atmosferici ad altissima altitudine)

- Sistema di comunicazioni via satellite:
  - SYRACUSE (SYstème de RAdioCommunication Utilisant un SatellitE)
  - Inmarsat
- Radar di sorveglianza dello spazio aereo:
  - Thomson-CSF DRB V15 C (Sea Tiger Mk 2) in banda E/F
- Radar di navigazione marittima:
  - 2 Racal Decca DRBN 34A in banda I
- Armamento militare
  - 2 mitragliatrici da 12,7 mm per l'auto difesa
  - 2 cannoni da 20 mm
  - può imbarcare 2 elicotteri pesanti